# ألبرت انتيبي
ألبرت انتيبي (بالإنجليزية: Albert Antébi)‏ (1873 في دمشق - 1919 في القسطنطينية) مهندس .